# Ивашевская (Вилегодский район)
Ивашевская — деревня в Вилегодском муниципальном округе Архангельской области.

## География
Находится в юго-восточной части Архангельской области на расстоянии приблизительно 8 км на юго-восток по прямой от административного центра района села Ильинско-Подомское на левом берегу реки Виледь.

## История
Отмечалась деревня еще в 1710 году, когда здесь был учтен 1 двор. В 1859 году здесь (деревня Сольвычегодского уезда Вологодской губернии) было учтено 4 двора. До 2020 года входила в состав Павловского сельского поселения до его упразднения.

## Население
Численность населения: 23 человека (1710 год), 25 (1859), 36 (русские 100 %) в 2002 году, 23 в 2010.